# ایستند
ایستند (به انگلیسی: Eastend) یک منطقهٔ مسکونی در کانادا است که در ساسکاچوان واقع شده‌است. ایستند ۲٫۷۱ کیلومتر مربع مساحت و ۵۰۳ نفر جمعیت دارد.